# Ciudînivți, Hmilnîk
Ciudînivți (în ucraineană Чудинівці) este un sat în comuna Berezna din raionul Hmilnîk, regiunea Vinnița, Ucraina.

## Demografie
Componența lingvistică a localității Ciudînivți
     Ucraineană (98,45%)
     Rusă (1,55%)
Conform recensământului din 2001, majoritatea populației localității Ciudînivți era vorbitoare de ucraineană (98,45%), existând în minoritate și vorbitori de rusă (1,55%).